# Theodorus Pieter Viruly
Theodorus Pieter Viruly (Rotterdam, 29 augustus 1822 - Leiden, 10 april 1902) was een Nederlandse ondernemer en politicus.

## Leven en werk
Viruly werd in 1822 te Rotterdam geboren als zoon van Michiel Viruly, heer van Vuren en Dalem, steenbakker en glasfabrikant en van Johanna Catharina Matthijssen. Viruly was een ondernemer en grootgrondbezitter. Hij bezat landerijen in De Steeg in Gelderland. In Gouda stichtte hij een zeep- en kaarsenfabriek. Hij ontwikkelde zich in Gouda tot een vooraanstaand ondernemer. Zo werd hij in 1847 lid van de Kamer van Koophandel en Fabrieken. Vanaf 1852 bekleedde hij jarenlang de functie van voorzitter van deze organisatie. In 1848 werd hij gemeenteraadslid van Gouda en in 1852 wethouder van deze gemeente. Beide functies vervulde hij tot 1877. Ook landelijk was hij politiek actief. Dertig jaar, van 1862 tot 1892, was hij als liberaal lid van de Eerste Kamer. Daarnaast was hij lid van de raad van commissarissen van de Nederlandsche Rhijnspoorweg Maatschappij en hoofdingeland van het Hoogheemraadschap van Rijnland.
Het bedrijf van Viruly was gevestigd nabij zijn woonhuis aan de Oosthaven in Gouda. Het bedrijf was in de tweede helft van de 19e eeuw een bloeiende onderneming. Op het eind van de 19e eeuw ontstonden er problemen omdat de gemeentelijke overheid uitbreiding in de binnenstad niet toestond en er onvoldoende liquide middelen waren voor nieuwbouw. Viruly besloot zijn bedrijf in 1901 te verkopen aan de toenmalige Stearine Kaarsenfabriek. De zeepziederij werd daarna verplaatst naar het fabrieksterrein van de Kaarsenfabriek aan het Buurtje.
Viruly trouwde op 5 juli 1855 met Aegidia Johanna Elizabeth Ledeboer, dochter van Abraham Ledeboer en Maria Elisabeth Knogh. Uit hun huwelijk werden acht kinderen geboren. Van hun zonen werd Jan Theodorus Constant burgemeester van Haastrecht en Vlist en werd Theodorus Petrus directeur van de Goudse zeepfabriek T.P. Viruly en Co. Viruly werd op 31 augustus 1898 benoemd tot Commandeur in de Orde van de Nederlandse Leeuw. Hij overleed in april 1902 op 89-jarige leeftijd in Leiden, waar hij sinds 1878 woonde. Zijn jongere broer Willem Adriaan Viruly Verbrugge was ondernemer in Gorinchem, burgemeester aldaar en lid van de Tweede Kamer van 1863 tot 1897. Een oudere broer, Jan Viruly, beheerde de familielanderijen.
- Biografisch Portaal: 88584195
- Parlement.com: vg09llc0xfq4